# لردالسویری
لَردالسویری (به لاتین: Lærdalsøyri) یک منطقهٔ مسکونی در نروژ است که در لردال واقع شده‌است. لردالسویری ۱٫۰۳ کیلومتر مربع مساحت و ۱٬۱۲۰ نفر جمعیت دارد و ۱ متر بالاتر از سطح دریا واقع شده‌است.

## نگارخانه

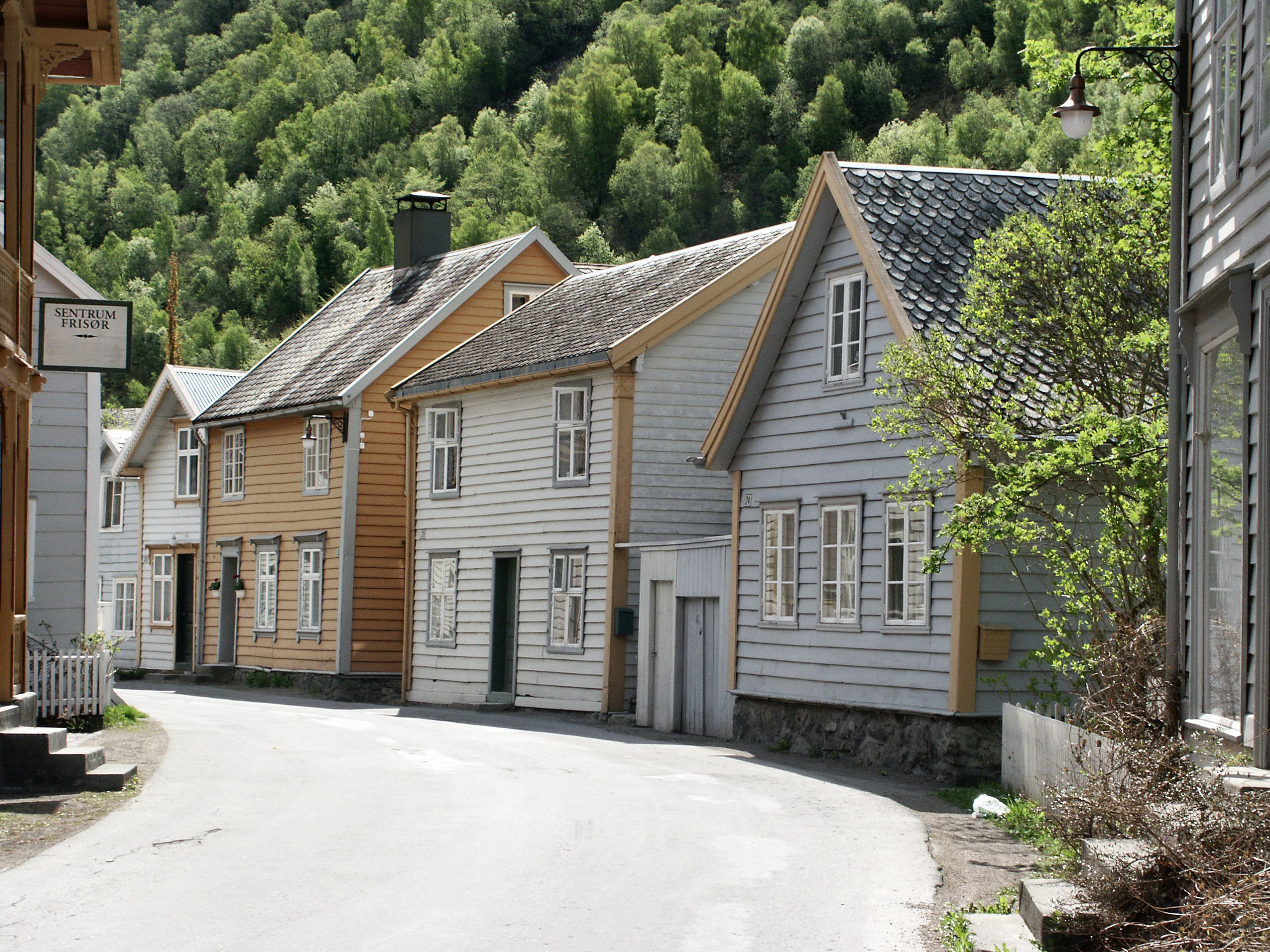
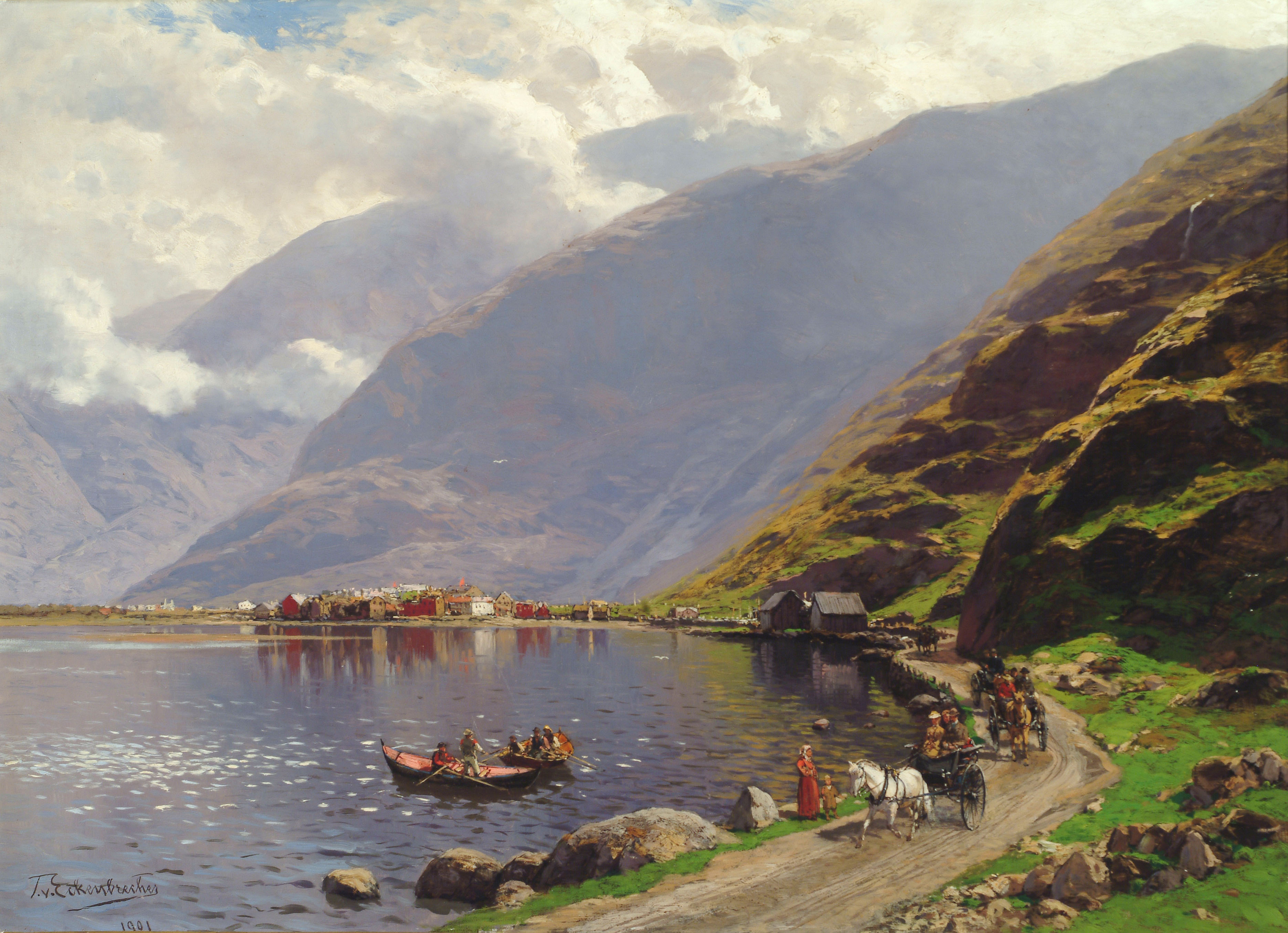
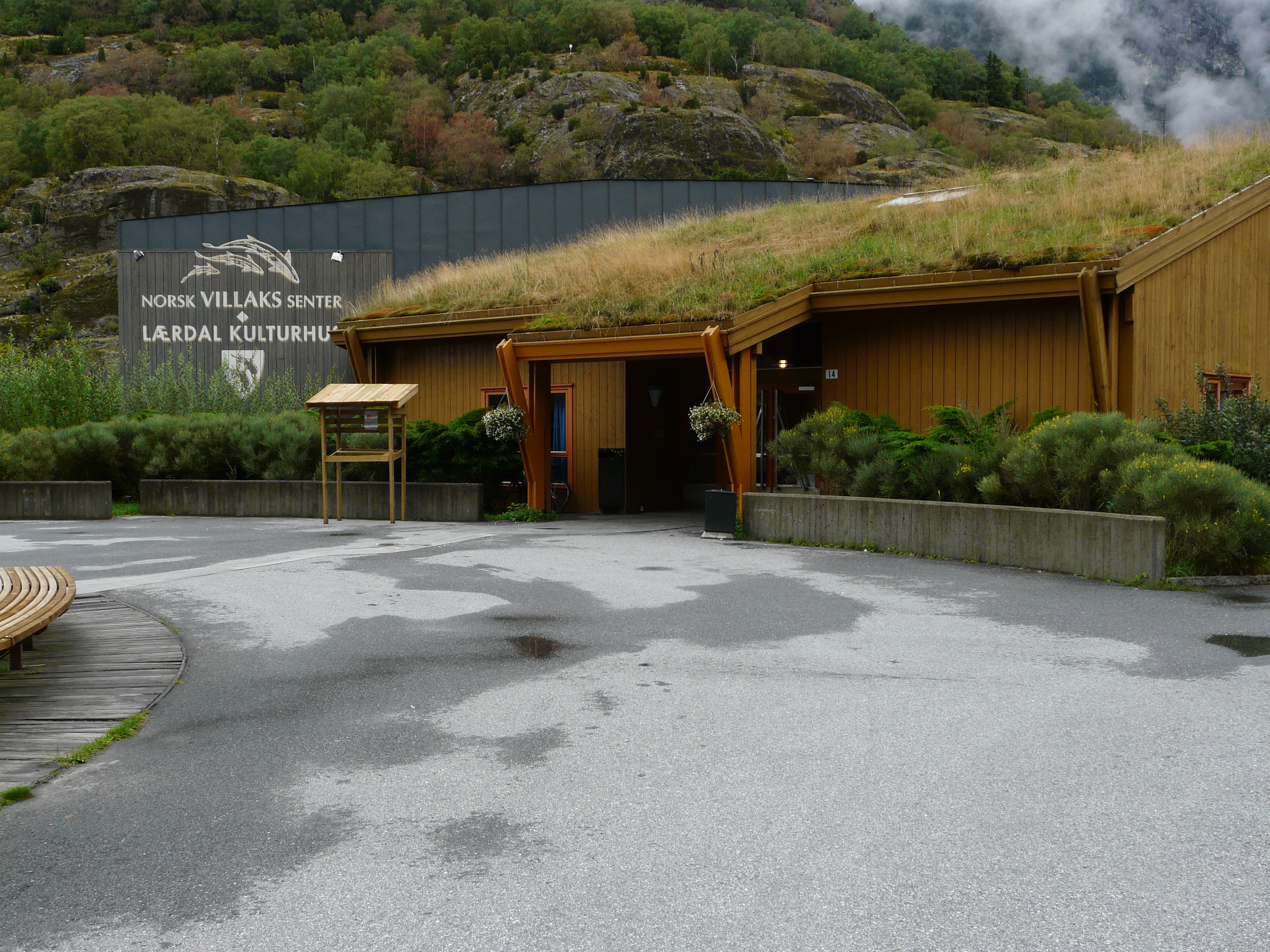
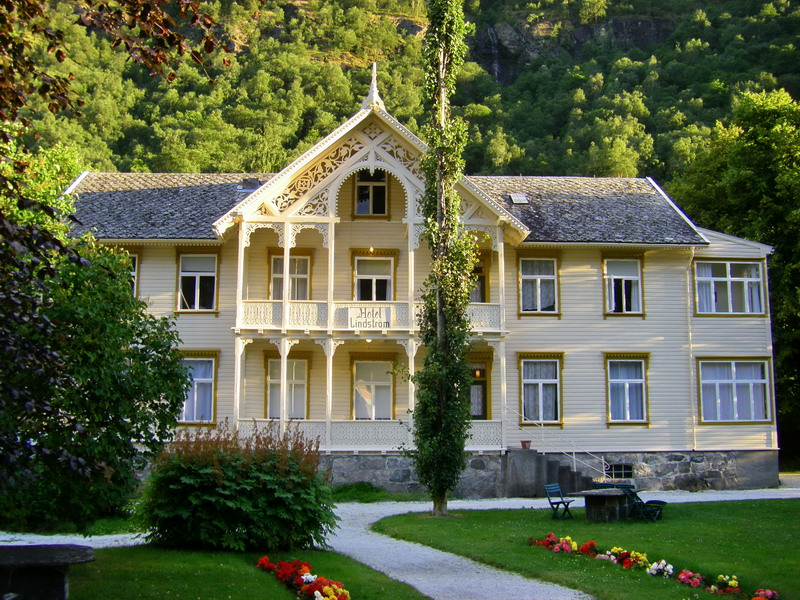
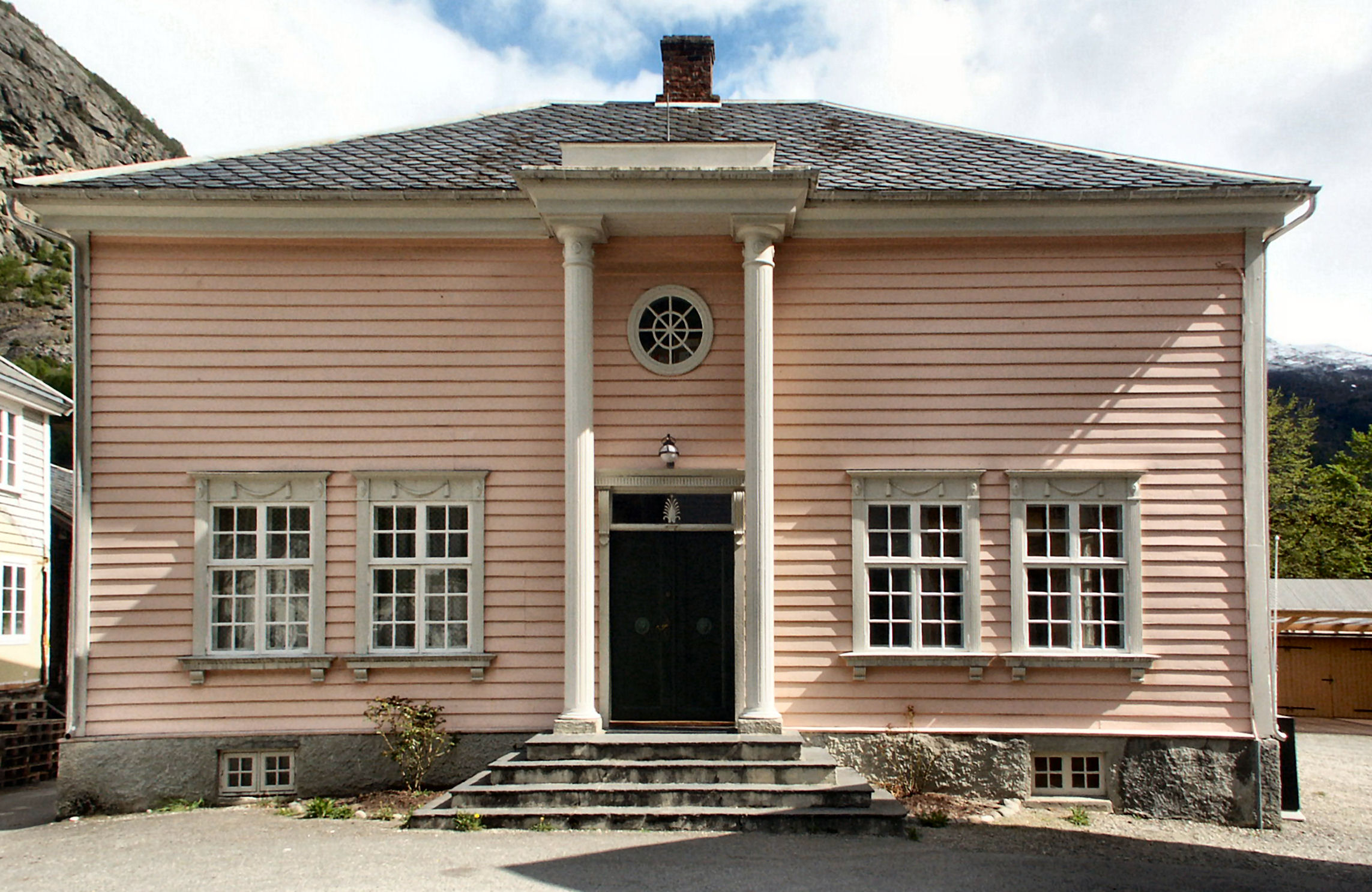